# Nawaf al-Hazmi
Nawaf al-Hazmi (arab. ‏نواف الحازمي‎, transliteracja: Nawaq Alhazmi; ur. 9 sierpnia 1976 w Mekce, zm. 11 września 2001 w Arlington) – saudyjski terrorysta, zamachowiec samobójca. 

## Życiorys
Jeden z pięciu porywaczy samolotu linii American Airlines (lot 77), który uderzył w Pentagon, w czasie zamachów z 11 września 2001 roku.
Starszy brat Salema al-Hazmi – również porywacza samolotu lotu 77.